# Израильский институт биологических исследований
Израильский институт биологических исследований (ивр. המכון למחקר ביולוגי בישראל‎) — научное подразделение Министерства обороны Израиля, которое занимается прикладными исследованиями в области биологии, микробиологии, естественных наук и науки об окружающей среде.

## Структура института и его деятельность
Институт был основан в 1952 году и расположен в Нес-Ционе. Он входит в состав Министерства обороны и известен как орган, который занимается, среди прочего, разработкой мер защиты от биологического и химического оружия. По неподтвержденным официальными учреждениями утверждениям, институт также занимается разработкой химического и биологического оружия.
Институт биологических исследований разделен на 9 кафедр:
- Кафедра аналитической химии
- Кафедра прикладной математики
- Кафедра биохимии и молекулярной генетики
- Кафедра биотехнологии
- Кафедра физики окружающей среды
- Кафедра инфекционных болезней
- Кафедра органической химии
- Кафедра фармакологии
- Кафедра физической химии

Помимо своей секретной деятельности по обеспечению безопасности, институт также занимается открытой гражданской деятельностью:
- Разработка средств диагностики инфекционных заболеваний .
- Разработка вакцин от инфекционных болезней.
- Разработка решений экологических проблем.
- Разработка продуктов в медицинской и фармацевтической сфере.
- Синтез и анализ химических веществ .
- Разработка детекторов для обнаружения взрывчатых веществ и химических веществ.
- Лаборатория по диагностике заболеваний, вызываемых бактериями типа риккетсии, и болезней мышей .
- Референс-лаборатория по испытанию средств биологической защиты.

По данным публикаций в СМИ, яды, разработанные в институте, были использованы для убийства трёх главных палестинских террористов: Вадей Хаддада, Халеда Машаля и Махмуда аль-Мавхуха.
Первым директором института был профессор Александр Кейнан. В течение многих лет институт возглавлял профессор Александр Коэн, в 1966—1970 годах институт возглавлял профессор Сасон Коэн, а с середины 1970-х годов в течение 16 лет институт возглавлял профессор Исраэль Хартман. В 1995-2013 годах институт возглавлял доктор Авигдор Шаферман. С 2013 года его возглавлял профессор Шмуэль Шапира, вышедший на пенсию в мае 2021 года. В настоящее время исполняющим обязанности генерального директора является доктор Шмуэль Ицхаки.
Научные статьи ученых института публикуются в научных журналах, а сотрудники института участвуют в научных конференциях в Израиле и за рубежом. В последние годы были предприняты усилия по расширению сотрудничества с институтами и университетами Израиля, особенно в отношении получения ученой степени. Также предпринимались различные шаги, направленные на налаживание сотрудничества с научно-исследовательскими институтами и университетами Германии. Сотрудники института участвуют в образовательной программе, включающей лекции на научные темы для старшеклассников.
Для коммерческого распространения продукции Института используется компания «Israel Society for Life Sciences Research Ltd.», которая является дочерней компанией Института и располагается в его помещениях. Большая часть продукции компании идет на экспорт.
Согласно официальному сайту института, 41 % исследователей занимают профессорские должности, а 42 % исследователей — женщины.

## Особые случаи

### Дело Клингберга
Заместитель директора института Маркус Клингберг был арестован в 1983 году по обвинению в том, что он в течение 18 лет (с 1950-х по 1976 год) шпионил в пользу Советского Союза и передал многие секреты института. Клингберг был признан виновным и приговорен к двадцати годам тюремного заключения . Йосси Мельман и Эйтан Хабер в своей книге «Шпионы» писали, что «во всех отношениях успех Клингберга является одним из величайших достижений разведок Советского Союза и величайшим провалом Службы общей безопасности Государства Израиль» (стр. 219).

### Катастрофа Бейлмера
В 1992 году самолет авиакомпании «Эль-Аль» врезался в два жилых дома в Амстердаме в Нидерландах в результате катастрофы, которая позже стала известна как катастрофа Бейлмера. Груз самолета включал, среди прочего, 189 литров диметилметилфосфоната, химического вещества, которое также используется для производства нервно-паралитического газа зарина, предназначавшегося для биологического института в Нес-Ционе.

### Эксперименты на людях
В период с 1998 по 2006 год институт проводил эксперимент на людях под названием «Омер 2», в ходе которого проверялась эффективность новой вакцины против сибирской язвы (вакцина была основана на инженерном штамме бактерий Bacillus anthracis под названием MASC-10). В рамках секретного эксперимента 716 добровольцам из числа солдат АОИ было введено до 7 доз вакцины, не сообщив им об опасности побочных эффектов. Эксперимент всплыл на свет после того, как десятки солдат, участвовавших в эксперименте, заболели и начал страдать от побочных эффектов. Это просочилось в СМИ и даже дошло до Верховного суда. Эксперимент был проверен Бюро этики Израильской медицинской ассоциации, которое опубликовало свои выводы в декабре 2008 года. Инспекционная комиссия установила, что проведение эксперимента не имело ни научного, ни медицинского обоснования и противоречило Хельсинкской декларации относительно экспериментов на людях.

### Разработка вакцины против COVID-19
В начале 2020 года институт занимался поиском решения проблемы эпидемии COVID-19, и, согласно сообщению Минобороны, этим занимались более 50 ученых института. 4 мая 2020 года институт объявил, что разработал антитела к вирусу COVID-19. 14 декабря биологический институт получил разрешение перейти ко второй фазе клинических испытаний вакцины BriLife. В июле 2021 года биологический институт подписал соглашение о сотрудничестве с «NRx Pharmaceuticals» для завершения клинических испытаний. В марте 2022 года компания NRx объявила о прекращении своей деятельности в этой сфере.
В марте 2023 года государственный контролер опубликовал резкий аудиторский отчет по проекту развития. В отчете основная ответственность за проект возложена на профессора Шмуэля Шапира, но также раскритикованы Совет национальной безопасности и Министерство обороны. В отчёте было заявлено что: «Проект провалился. Биологический институт искажал прогресс и затраты, тогда как реальность была совершенно иной. Даже если это может быть принято в начальный период чрезвычайного положения, запрещается соглашаться на поведение, не соответствующее правилам надлежащего управления, в последующий период.» 